# Homescapes
Homescapes es un videojuego casual de puzle gratuito, desarrollado y lanzado por Playrix en 2017 como la secuela de Gardenscapes, de 2016. La trama narra la historia del protagonista del juego, Austin el mayordomo, en restaurar el hogar de su infancia. El juego está disponible en la App Store de Apple y iMacOS, también en Android (Google Play, Amazon Appstore y Huawei AppGallery). Desde 2020, durante la Pandemia de COVID-19, se convierte el juego más entretenido en los dispositivos durante la cuarentena.

## Jugabilidad
Homescapes sigue la aventura del personaje principal, el mayordomo Austin, quien regresa a la mansión de su infancia y comienza a restaurarla. Intenta convencer a sus padres de que no vendan la casa, arreglando el lugar. Al ayudarlo, los jugadores reciben tareas en la lista de tareas pendientes que pueden abordar resolviendo rompecabezas de combinaciones. Las tareas van desde instalar nuevas escaleras y restaurar las estatuas en el salón principal, hasta acariciar a un gato. Al completar cada nivel de rompecabezas, los jugadores reciben monedas del juego y una recompensa de estrella que es necesaria para completar las tareas. Se necesitan monedas para comprar vidas y potenciadores para los niveles de rompecabezas o personalizar la mansión con más de 100.000 patrones de diseño. Los jugadores pueden elegir papel tapiz, muebles y otras decoraciones.
El modo de juego de Homescapes es similar al de su predecesor, Gardenscapes. Un tablero de cada rompecabezas incluye mosaicos de colores: tazas de té, libros, pajaritas, botones, lámparas, teteras y otros. Un jugador intercambia dos elementos adyacentes para que coincidan con tres o más de ellos. Aunque Playrix agregó potenciadores únicos para Gardenscapes. El nivel 8 desbloquea el martillo, que elimina cualquier pieza que selecciones. Los cohetes están disponibles después del nivel 14 y aparecen después de hacer coincidir cuatro fichas en una fila o columna. Provocan un incendio en todo el tablero, eliminando todas las fichas vertical u horizontalmente. La bomba se da después de hacer coincidir cinco elementos y hace estallar fichas en un radio de dos cuadrados. El avión de papel se utiliza para eliminar mosaicos distantes aleatorios. Después de hacer coincidir cinco fichas, un jugador puede obtener la Bola Arcoíris, que elimina todas las fichas del mismo color o multiplica otros potenciadores,y,si se combinan dos Bolas Arcoíris,se eliminan todas las piezas del tablero.Los potenciadores y sus combinaciones están disponibles para el jugador a medida que gana experiencia y lo ayuda a alcanzar las condiciones de victoria de nivel más rápido. Por lo general, esos objetivos implican recolectar o eliminar mosaicos de cierto color o en cierta cantidad. Por ejemplo, completar un nivel en el que se debe extender una alfombra en cada baldosa, un jugador necesita hacer coincidir las fichas de la alfombra con el resto. Para hacer el juego más desafiante, aparecen fichas de obstáculos en un tablero nivelado (galletas, alfombras, cajas, manzanas amarillas y cerezas envueltas en gelatina, etc.).
Después del lanzamiento, el juego se actualizó repetidamente; uno de los primeros complementos fue un bono diario. En los años siguientes, los desarrolladores han creado un marco sólido de eventos recurrentes o minijuegos disponibles durante un período limitado como Flying High, Cake o'clock, Paper Plane Generator, Flint's Adventure y otros. A fecha de 27 de noviembre de 2021, el juego tenía 7921 niveles. En cuanto a minijuegos, en septiembre de ese año contaba con 10.
El juego combina desafíos de Match-3 con una novela visual. En un período de desarrollo de 18 meses, se crearon tres protagonistas y más de 30 personajes secundarios, cuyas historias aparecen a lo largo del proceso del juego. Al subir de nivel resolviendo desafíos, un jugador desbloquea nuevos capítulos de una historia y observa cómo Austin interactúa con sus padres y amigos de la infancia; también recibe cartas de ellos con bonificaciones.

## Áreas
- Dormitorio de Austin
- Sala
- Cocina
- Jardín
- Sala de estar
- Garaje
- Sala de fiesta
- Biblioteca
- Ala de invitados
- Sala de relajación
- Cobertizo